# Un homme en colère (série télévisée)
Ne pas confondre avec le film franco-canadien Un homme en colère de 1978.
Un homme en colère est une série télévisée française en 14 épisodes de 90 minutes, créée par Mireille Lanteri et Bernard Marié et diffusée à partir du 16 juin 1997 au 19 septembre 2005 sur TF1. Depuis le 9 décembre 2024, l'intégralité est diffusée sur la plateforme gratuite TF1+.

## Synopsis
Accusé à tort par la justice française puis relaxé, Paul Brissac décide de lutter contre les injustices.

## Distribution
- Richard Bohringer : Paul Brissac
- Astrid Veillon : Debbie
- François Bourcier : Luc Faure
- Olivia Brunaux : Anne Valois
- Julien Cafaro : Charles Duvivier
- Annie Grégorio : Mitzi Goldberg
- Philippe Magnan : Louis Brinkman
- Richaud Valls : Jules Thévenot
- Yann Trégouët : Marco
- Cécile Thiry : Stéphanie Mattar
- Sylvain Thoirey : Cyril Brissac
- Sarah Grappin : Camille
- Daniel Russo : Daniel Loussine
- Christian Moro : Martial Roux
- Nadine Spinoza : Béatrice Roux
- Fabien Duval : Freyssinet
- Chrystelle Labaude (Episode 1): La tante de Nicolas.
- Tomer Sisley (episode 2) Le petit voyou sympa

## Épisodes
|          |    | Titre                        | Date       | Réalisateur         |
| -------- | -- | ---------------------------- | ---------- | ------------------- |
| Saison 1 | 1  | Un homme en colère           | 16/06/1997 | Dominique Tabuteau  |
| Saison 2 | 2  | Meurtre aux urgences         | 12/10/1998 | Dominique Tabuteau  |
| Saison 2 | 3  | Un silence coupable          | 14/12/1998 | Caroline Huppert    |
| Saison 3 | 4  | L'Affaire Caroline           | 15/03/1999 | Denis Malleval      |
| Saison 3 | 5  | Mort d'un juge               | 26/04/1999 | Laurence Katrian    |
| Saison 4 | 6  | Une femme réduite au silence | 15/11/1999 | Dominique Tabuteau  |
| Saison 4 | 7  | Meurtre pour deux            | 13/12/1999 | Dominique Tabuteau  |
| Saison 5 | 8  | La Peur de l'autre           | 14/02/2000 | Didier Albert       |
| Saison 5 | 9  | Un amour sans limite         | 20/03/2000 | Elisabeth Rappeneau |
| Saison 6 | 10 | L'Ange déchu                 | 13/11/2000 | Didier Albert       |
| Saison 6 | 11 | Pour un monde meilleur       | 15/01/2001 | Didier Albert       |
| Saison 7 | 12 | La seconde maman             | 30/04/2001 | Marc Angelo         |
| Saison 7 | 13 | La Clé autour du cou         | 25/03/2002 | Didier Albert       |
| Saison 8 | 14 | L'enfant miroir              | 05/09/2004 | Dominique Tabuteau  |
| Saison 8 | 15 | Une mort si douce            | 16/09/2005 | Marc Angelo         |